# 明星院 (広島市)

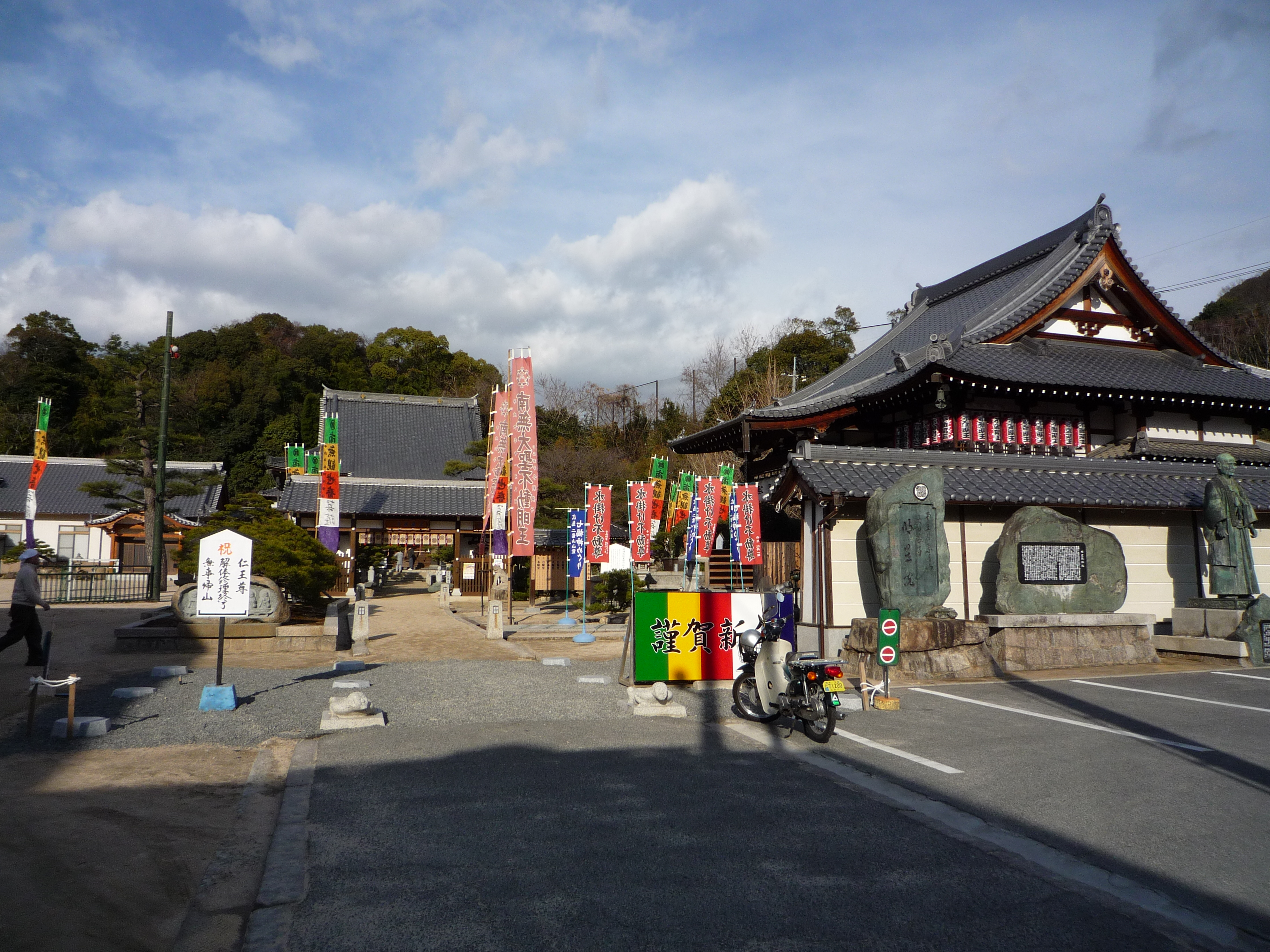
月光山大日蜜寺 明星院

明星院（みょうじょういん）は、広島県広島市東区二葉の里2-6-25にある真言宗御室派の寺院。本尊は千手千眼観世音菩薩。山号は月光山。大日蜜寺と称する。広島藩の藩内五ケ寺の一つであり、寺領400石、ご城下真言宗一派の札書を勤めた。

## 概要
開基について正確な記録はないが、毛利輝元の生母、妙寿院の位牌所・妙寿寺（臨済宗）であったが毛利氏の長州移封後、福島正則により真言宗・明星院と改めた。
その後、4代藩主浅野綱長により、始祖浅野長政夫妻の位牌を安置、また、9代藩主浅野斉粛の代に敷地の西半分に社（饒津神社）を建立した。
本堂内陣には原爆の被害から焼失を免れた赤穂浪士の木像が安置されている。木像は吉良邸の討ち入りを再現し、右側・大石良雄以下23名の表門隊、左側・大石良金以下24名の裏門隊にわけられて祀られている。
広島新四国八十八ヶ所霊場62番霊場及び中国地蔵尊霊場第11番札所に指定されている。

## 交通
広島駅新幹線口側にあり、徒歩で行くことが出来る。近くには、広島東照宮や饒津神社がある。